# Paralelo 23 N
O Paralelo 23 N é um paralelo no 23° grau a norte do plano equatorial terrestre.

## Cruzamentos
Começando no Meridiano de Greenwich e na direção leste, o paralelo 23º Norte atravessa esta sequência de países e mares:
| País, território ou mar | Notas                                                                       |
| ----------------------- | --------------------------------------------------------------------------- |
| Argélia                 |                                                                             |
| Níger                   |                                                                             |
| Líbia                   |                                                                             |
| Chade                   |                                                                             |
| Líbia                   |                                                                             |
| Egito                   |                                                                             |
| Triângulo de Hala'ib    | Território disputado por Egito e Sudão - com controlo do Sudão              |
| Mar Vermelho            |                                                                             |
| Arábia Saudita          |                                                                             |
| Emirados Árabes Unidos  |                                                                             |
| Omã                     |                                                                             |
| Oceano Índico           | Mar Arábico                                                                 |
| Índia                   |                                                                             |
| Bangladesh              |                                                                             |
| Índia                   | cerca de 20 km                                                              |
| Bangladesh              |                                                                             |
| Índia                   |                                                                             |
| Myanmar (Birmânia)      |                                                                             |
| China                   |                                                                             |
| Vietname                |                                                                             |
| China                   |                                                                             |
| Mar da China Meridional |                                                                             |
| Taiwan                  | Território reclamado pela China                                             |
| Oceano Pacífico         | Passa a norte de Nihoa, Havai, Estados Unidos                               |
| México                  | Península da Baixa Califórnia                                               |
| Golfo da Califórnia     |                                                                             |
| México                  |                                                                             |
| Golfo do México         |                                                                             |
| Cuba                    |                                                                             |
| Oceano Atlântico        |                                                                             |
| Bahamas                 | Long Island                                                                 |
| Oceano Atlântico        | Passa a norte da Ilha Crooked, Bahamas · Passa a sul de Samana Cay, Bahamas |
| Saara Ocidental         | Território ocupado por Marrocos                                             |
| Mauritânia              |                                                                             |
| Mali                    |                                                                             |
| Argélia                 |                                                                             |